# Juan Ángel Esparza
Juan Ángel Esparza (ur. 6 listopada 1973 roku w Montemorelos w stanie Nuevo León) – meksykański aktor telewizyjny i filmowy. Dorastał wraz z rodziną w Nuevo León. Mając 19 lat zadebiutował w telenoweli Sekretne intencje (Las secretas intenciones, 1992) z udziałem Cristiana Castro.

## Filmografia

### Telenowele
- 1992: Sekretne intencje (Las secretas intenciones) jako Guillermo
- 1997: Zdrowie, bogactwo i miłość (Salud, dinero y amor) jako Eugenio
- 1998: Klątwa pasyjna (Rencor apasionado) jako Julio Rangel Rivera
- 1999–2000: Trzy kobiety (Tres mujeres) jako Rodrigo Balmori
- 2001: Przyjaciółki i rywalki (Amigas y rivales) jako Francisco
- 2002–2003: Ścieżki miłości (Las vías del amor) jako Carlos Velázquez
- 2004–2005: Zakład o miłość (Apuesta por un amor) jako Samuel Cruz
- 2004–2005: Twoja niewinność (Inocente de ti) jako Daniel Hernández
- 2005−2006: Pielgrzym (Peregrina) jako Francisco
- 2008–2009: Nie igraj z aniołem (Cuidado con el ángel) jako Reynaldo Iturbe
- 2009: Verano de amor (Lato miłości) jako Luis Armendariz
- 2009–2010: Morze miłości (Mar de amor) jako Osvaldo Ascanio
- 2010: Kiedy się zakocham... (Cuando me enamoro) jako Isidro del Valle (młody)
- 2011: Rafaela jako Carlos Luis Fernández
- 2012: Ja, ona i Eva (Por ella soy Eva) jako Rodrigo Valenzuela
- 2013: Dzikie serce (Corazón Indomable) jako José Antonio García
- 2014: Kotka (La Gata) jako Padre Rivas

### Seriale TV
- 1997–2006: Kobieta, teczki i prawdziwe życie (Mujer casos de la vida real)
- 2008: Central de Abasto
- 2009: Ostatnia godzina (Tiempo final) jako Agent
- 2010–2011: Nieruchomości (Bienes raíces) jako Arturo
- 2011–2012: Jak to się mówi (Como dice el dicho)

### Filmy fabularne
- 1999: Wesele (Una boda) jako Simón
- 1999: Wygląd nieobecności (La mirada de la ausencia)
- 1999: Druga noc (La segunda noche) jako Mauricio[7]
- 2001: Jastrzębie pasmo gór (El Gavilán de Las Sierra) jako Gabriel Nevarez
- 2002: Tygrys w Santa Julia (El tigre de Santa Julia) jako Zepeda
- 2004: Kreator (El mago) jako Carlos
- 2004: Zero i 4 (Cero y van 4) jako Chalo ("El Torzón")
- 2004: Założę się i wygram (Te apuesto y te gano)
- 2005: Ostatnia noc (La última noche) jako Pacjent
- 2006: Seks, miłość i inne perwersje (Sexo, amor y otras perversiones) jako Carlos
- 2006: Witamy rodaka (Bienvenido paisan) jako Manuel
- 2006: Sąsiedzi (Vecinos) jako sąsiad
- 2007: Miłość jest moment świetności, co dzieje się pomiędzy pragnieniem i brakiem (El amor es un breve instante de esplendor, qué ocurre entre el anhelo y la ausencia)
- 2008: W pełnym słońcu (En la luz del sol brillante)
- 2008: Początek końca (El comienzo del fin) jako On